# بام مارجيرا
براندون كول «بام» مارجيرا (بالإنجليزية: Bam Margera)‏ (من مواليد 28 سبتمبر 1979)، هو لاعب تزلج على الجليد أمريكي محترف ومؤدي حيلة وصانع أفلام وموسيقي وشخصية تلفزيونية. لقد جاء إلى الصدارة بعد ظهوره كعضو رئيسي في فريق جاك آس. وقد ظهر منذ ذلك الحين في برنامج فيفا لا بام وبامز آنهولي يونيت ، وجميع أفلام جاك آس ، و هاغارد: الفيلم ومينهاغز: الفيلم ، وقد شارك في كتابتهما وإخراجهما.

## روابط خارجية
- بام مارجيرا على موقع IMDb (الإنجليزية)
- بام مارجيرا على موقع ألو سيني (الفرنسية)
- بام مارجيرا على موقع ميوزك برينز (الإنجليزية)
- بام مارجيرا على موقع أول موفي (الإنجليزية)
- بام مارجيرا على موقع قاعدة بيانات الأفلام السويدية (السويدية)
- بام مارجيرا على موقع إن إن دي بي (الإنجليزية)
- بام مارجيرا على موقع أول ميوزيك (الإنجليزية)
- بام مارجيرا على موقع ديسكوغز (الإنجليزية)
- بام مارجيرا على موقع قاعدة بيانات الفيلم (الإنجليزية)
- بام مارجيرا على موقع كينوبويسك (الروسية)
- بام مارجيرا في قاعدة بيانات الأفلام على الإنترنت
- Bam Margera's skate video filmography.